# Armorial des localités de Komárom-Esztergom
Pour un article plus général, voir Armorial des localités de Hongrie.
 (janvier 2025).
Si vous disposez d'ouvrages ou d'articles de référence ou si vous connaissez des sites web de qualité traitant du thème abordé ici, merci de compléter l'article en donnant les références utiles à sa vérifiabilité et en les liant à la section « Notes et références ».
Cette page donne les armoiries (figures et blasonnements) des localités du comitat de Komárom-Esztergom.
- Haut – A
- B
- C
- D
- E
- F
- G
- H
- I
- J
- K
- L
- M
- N
- O
- P
- Q
- R
- S
- T
- U
- V
- W
- X
- Y
- Z

## A, Á
| Blason de Ács | Blason  |                                                  |
| Blason de Ács | Détails | Le statut officiel du blason reste à déterminer. |

| Blason de Ácsteszér | Blason  |                                                  |
| Blason de Ácsteszér | Détails | Le statut officiel du blason reste à déterminer. |

| Blason de Aka | Blason  |                                                  |
| Blason de Aka | Détails | Le statut officiel du blason reste à déterminer. |

| Blason de Almásfüzitő | Blason  |                                                  |
| Blason de Almásfüzitő | Détails | Le statut officiel du blason reste à déterminer. |

| Blason de Annavölgy | Blason  |                                                  |
| Blason de Annavölgy | Détails | Le statut officiel du blason reste à déterminer. |

| Blason de Ászár | Blason  |                                                  |
| Blason de Ászár | Détails | Le statut officiel du blason reste à déterminer. |

## B
| Blason de Bábolna | Blason  |                                                  |
| Blason de Bábolna | Détails | Le statut officiel du blason reste à déterminer. |

| Blason de Baj | Blason  |                                                  |
| Blason de Baj | Détails | Le statut officiel du blason reste à déterminer. |

| Blason de Bajna | Blason  |                                                  |
| Blason de Bajna | Détails | Le statut officiel du blason reste à déterminer. |

| Blason de Bajót | Blason  |                                                  |
| Blason de Bajót | Détails | Le statut officiel du blason reste à déterminer. |

| Blason de Bakonybánk | Blason  |                                                  |
| Blason de Bakonybánk | Détails | Le statut officiel du blason reste à déterminer. |

| Blason de Bakonysárkány | Blason  |                                                  |
| Blason de Bakonysárkány | Détails | Le statut officiel du blason reste à déterminer. |

| Blason de Bakonyszombathely | Blason  |                                                  |
| Blason de Bakonyszombathely | Détails | Le statut officiel du blason reste à déterminer. |

| Blason de Bana | Blason  |                                                  |
| Blason de Bana | Détails | Le statut officiel du blason reste à déterminer. |

| Blason de Bársonyos | Blason  |                                                  |
| Blason de Bársonyos | Détails | Le statut officiel du blason reste à déterminer. |

| Blason de Bokod | Blason  |                                                  |
| Blason de Bokod | Détails | Le statut officiel du blason reste à déterminer. |

## C, Cs
| Blason de Császár | Blason  |                                                  |
| Blason de Császár | Détails | Le statut officiel du blason reste à déterminer. |

| Blason de Csatka | Blason  |                                                  |
| Blason de Csatka | Détails | Le statut officiel du blason reste à déterminer. |

| Blason de Csém | Blason  |                                                  |
| Blason de Csém | Détails | Le statut officiel du blason reste à déterminer. |

| Blason de Csép | Blason  |                                                  |
| Blason de Csép | Détails | Le statut officiel du blason reste à déterminer. |

| Blason de Csolnok | Blason  |                                                  |
| Blason de Csolnok | Détails | Le statut officiel du blason reste à déterminer. |

## D
| Blason de Dad | Blason  |                                                  |
| Blason de Dad | Détails | Le statut officiel du blason reste à déterminer. |

| Blason de Dág | Blason  |                                                  |
| Blason de Dág | Détails | Le statut officiel du blason reste à déterminer. |

| Blason de Dömös | Blason  |                                                  |
| Blason de Dömös | Détails | Le statut officiel du blason reste à déterminer. |

| Blason de Dorog | Blason  |                                                  |
| Blason de Dorog | Détails | Le statut officiel du blason reste à déterminer. |

| Blason de Dunaalmás | Blason  |                                                  |
| Blason de Dunaalmás | Détails | Le statut officiel du blason reste à déterminer. |

| Blason de Dunaszentmiklós | Blason  |                                                  |
| Blason de Dunaszentmiklós | Détails | Le statut officiel du blason reste à déterminer. |

## E
| Blason de Epöl | Blason  |                                                  |
| Blason de Epöl | Détails | Le statut officiel du blason reste à déterminer. |

| Blason de Esztergom | Blason  |                                                  |
| Blason de Esztergom | Détails | Le statut officiel du blason reste à déterminer. |

| Blason de Ete | Blason  |                                                  |
| Blason de Ete | Détails | Le statut officiel du blason reste à déterminer. |

## Gy
| Blason de Gyermely | Blason  |                                                  |
| Blason de Gyermely | Détails | Le statut officiel du blason reste à déterminer. |

## H
| Blason de Héreg | Blason  |                                                  |
| Blason de Héreg | Détails | Le statut officiel du blason reste à déterminer. |

## K
| Blason de Kecskéd | Blason  |                                                  |
| Blason de Kecskéd | Détails | Le statut officiel du blason reste à déterminer. |

| Blason de Kerékteleki | Blason  |                                                  |
| Blason de Kerékteleki | Détails | Le statut officiel du blason reste à déterminer. |

| Blason de Kesztölc | Blason  |                                                  |
| Blason de Kesztölc | Détails | Le statut officiel du blason reste à déterminer. |

| Blason de Kisbér | Blason  |                                                  |
| Blason de Kisbér | Détails | Le statut officiel du blason reste à déterminer. |

| Blason de Kisigmánd | Blason  |                                                  |
| Blason de Kisigmánd | Détails | Le statut officiel du blason reste à déterminer. |

| Blason de Kocs | Blason  |                                                  |
| Blason de Kocs | Détails | Le statut officiel du blason reste à déterminer. |

| Blason de Komárom | Blason  |                                                  |
| Blason de Komárom | Détails | Le statut officiel du blason reste à déterminer. |

| Blason de Kömlőd | Blason  |                                                  |
| Blason de Kömlőd | Détails | Le statut officiel du blason reste à déterminer. |

| Blason de Környe | Blason  |                                                  |
| Blason de Környe | Détails | Le statut officiel du blason reste à déterminer. |

## L
| Blason de Lábatlan | Blason  |                                                  |
| Blason de Lábatlan | Détails | Le statut officiel du blason reste à déterminer. |

| Blason de Leányvár | Blason  |                                                  |
| Blason de Leányvár | Détails | Le statut officiel du blason reste à déterminer. |

## M
| Blason de Máriahalom | Blason  |                                                  |
| Blason de Máriahalom | Détails | Le statut officiel du blason reste à déterminer. |

| Blason de Mocsa | Blason  |                                                  |
| Blason de Mocsa | Détails | Le statut officiel du blason reste à déterminer. |

| Blason de Mogyorósbánya | Blason  |                                                  |
| Blason de Mogyorósbánya | Détails | Le statut officiel du blason reste à déterminer. |

## N, Ny
| Blason de Nagyigmánd | Blason  |                                                  |
| Blason de Nagyigmánd | Détails | Le statut officiel du blason reste à déterminer. |

| Blason de Nagysáp | Blason  |                                                  |
| Blason de Nagysáp | Détails | Le statut officiel du blason reste à déterminer. |

| Blason de Naszály | Blason  |                                                  |
| Blason de Naszály | Détails | Le statut officiel du blason reste à déterminer. |

| Blason de Neszmély | Blason  |                                                  |
| Blason de Neszmély | Détails | Le statut officiel du blason reste à déterminer. |

| Blason de Nyersegújfalu | Blason  |                                                  |
| Blason de Nyersegújfalu | Détails | Le statut officiel du blason reste à déterminer. |

## O
| Blason de Oroszlány | Blason  |                                                  |
| Blason de Oroszlány | Détails | Le statut officiel du blason reste à déterminer. |

## P
| Blason de Piliscsév | Blason  |                                                  |
| Blason de Piliscsév | Détails | Le statut officiel du blason reste à déterminer. |

| Blason de Pilismarót | Blason  |                                                  |
| Blason de Pilismarót | Détails | Le statut officiel du blason reste à déterminer. |

## R
| Blason de Réde | Blason  |                                                  |
| Blason de Réde | Détails | Le statut officiel du blason reste à déterminer. |

## S, Sz
| Blason de Sárisáp | Blason  |                                                  |
| Blason de Sárisáp | Détails | Le statut officiel du blason reste à déterminer. |

| Blason de Súr | Blason  |                                                  |
| Blason de Súr | Détails | Le statut officiel du blason reste à déterminer. |

| Blason de Süttő | Blason  |                                                  |
| Blason de Süttő | Détails | Le statut officiel du blason reste à déterminer. |

| Blason de Szákszend | Blason  |                                                  |
| Blason de Szákszend | Détails | Le statut officiel du blason reste à déterminer. |

| Blason de Szárliget | Blason  |                                                  |
| Blason de Szárliget | Détails | Le statut officiel du blason reste à déterminer. |

| Blason de Szomód | Blason  |                                                  |
| Blason de Szomód | Détails | Le statut officiel du blason reste à déterminer. |

| Blason de Szomor | Blason  |                                                  |
| Blason de Szomor | Détails | Le statut officiel du blason reste à déterminer. |

## T
| Blason de Tardos | Blason  |                                                  |
| Blason de Tardos | Détails | Le statut officiel du blason reste à déterminer. |

| Blason de Tarján | Blason  |                                                  |
| Blason de Tarján | Détails | Le statut officiel du blason reste à déterminer. |

| Blason de Tárkány | Blason  |                                                  |
| Blason de Tárkány | Détails | Le statut officiel du blason reste à déterminer. |

| Blason de Tata | Blason  |                                                  |
| Blason de Tata | Détails | Le statut officiel du blason reste à déterminer. |

| Blason de Tatabánya | Blason  |                                                  |
| Blason de Tatabánya | Détails | Le statut officiel du blason reste à déterminer. |

| Blason de Tokod | Blason  |                                                  |
| Blason de Tokod | Détails | Le statut officiel du blason reste à déterminer. |

| Blason de Tokodaltáró | Blason  |                                                  |
| Blason de Tokodaltáró | Détails | Le statut officiel du blason reste à déterminer. |

## Ú
| Blason de Úny | Blason  |                                                  |
| Blason de Úny | Détails | Le statut officiel du blason reste à déterminer. |

## V
| Blason de Várgesztes | Blason  |                                                  |
| Blason de Várgesztes | Détails | Le statut officiel du blason reste à déterminer. |

| Blason de Vérteskethely | Blason  |                                                  |
| Blason de Vérteskethely | Détails | Le statut officiel du blason reste à déterminer. |

| Blason de Vértessomló | Blason  |                                                  |
| Blason de Vértessomló | Détails | Le statut officiel du blason reste à déterminer. |

| Blason de Vértesszőlős | Blason  |                                                  |
| Blason de Vértesszőlős | Détails | Le statut officiel du blason reste à déterminer. |

| Blason de Vértestolna | Blason  |                                                  |
| Blason de Vértestolna | Détails | Le statut officiel du blason reste à déterminer. |